# Lijst van afleveringen van The Glades
Hier volgt een lijst van afleveringen van de tv-serie The Glades.

## Seizoen 1 (2010)
1. Pilot
2. Bird in the Hand
3. A Perfect Storm
4. Mucked Up
5. The Girlfriend Experience
6. Doppelganger
7. Cassadaga
8. Marriage Is Murder
9. Honey
10. Second Chance
11. Booty
12. Exposed
13. Breaking 80

## Seizoen 2 (2011)
1. Family Matters
2. Old Ghosts
3. Moonlighting
4. Lost and Found
5. Dirty Little Secrets
6. Gibtown
7. Addicted to Love
8. Second Skin
9. Iron Pipeline
10. Swamp Thing
11. Beached
12. Shine
13. Breakout

## Seizoen 3 (2012)
1. Close Encounters
2. Poseidon Adventure
3. Longworth's Anatomy
4. The Naked Truth
5. Food Fight
6. Old Times
7. Public Enemy
8. Fountain of Youth
9. Islandia
10. Endless Summer

## Seizoen 4 (2013)
1. Yankee Dandy
2. Shot Girls
3. Killer Barbecue
4. Magic Longworth
5. Apocalypse Now
6. Glade-iators
7. Gypsies, Tramps and Thieves
8. Three's Company
9. Fast Ball
10. Gallerinas
11. Civil War
12. Happy Trails
13. Tin Cup